# Clelia Farnèse
Pour les autres membres de la famille, voir Maison Farnèse.
Clelia Farnèse, née en 1556 à Rome et morte le 11 septembre 1613 à Rome, était une noble italienne, fille illégitime du cardinal Alexandre Farnèse, le petit-fils du pape Paul III.

## Biographie

### Enfance
Clelia passa son enfance et une partie de sa jeunesse entre Pesaro et Rome, confiée à sa tante Vittoria Farnèse, duchesse d'Urbino, pour être élevée à la cour du duc Guidobaldo della Rovere avec ses cousines auxquelles elle resta toujours liée avec des rapports permanents et affectueux.

### Ses deux mariages
Vers 1570, alors âgée de quatorze ans, elle épousa, à Rome, le marquis de Civitanova Marche, Giangiorgio Cesarini (1550 – 1585), gonfalonnier du pape, dont elle eut un fils, Giuliano (1572-1613).
Clelia fut veuve en 1585. Aussi, son père, aidé de son neveu Alexandre duc de Parme et de Plaisance, sollicita son départ de Rome alors que Clelia cherchait à rester une femme indépendante entourée de son fils : la décision de sa famille fut irrévocable. Elle était devenue la maîtresse du cardinal Ferdinand de Médicis que les chroniques de l'époque décrivent comme désespéré après son départ. Clelia, âgée de 31 ans, dut donc céder pour épouser avec grand faste, le 2 août 1587, à Caprarola, le jeune Marco Pio di Savoia (1567-1599), seigneur de Sassuolo, âgé de 20 ans. Ils s'installèrent à Sassuolo le 28 novembre 1587 et elle dut laisser à Rome son fils, alors âgé de quinze ans, qui fut confié au seigneur Giulio Foschi, tuteur choisi par le père de Clelia.
La vie matrimoniale de Clelia ne fut pas heureuse en raison des violences que lui faisait subir son mari et des longues absences de celui-ci, qui participa aux guerres en Flandre puis en France. Des champs de bataille, Marco Pio ne rapporta seulement à Clelia que le mal français, la syphilis, probable cause de sa stérilité. Clelia, durant les absences de son mari, était impliquée dans la régence du petit état, montrant ainsi, entre autres capacités, sa fermeté et sa sévérité surtout lorsqu'elle dut affronter une épouvantable famine (1590-1591) au cours de laquelle elle s'employa fermement à obtenir des ravitaillements en blé. Elle s'intéressa aux différents aspects de la société et émit des lois dont celles punissant les jeux de hasard.
Après l'assassinat à Modène le 27 novembre 1599 de son mari Marco Pio, elle rentre à Rome auprès de son fils et disparaît de la vie publique.
Son fils meurt en 1613. Elle le suit dans la tombe huit mois plus tard, le 11 septembre 1613.

## Postérité
Le Pavillon des oiseaux de Clélia Renucci, parue en août 2023 chez Albin Michel, est un roman biographique de Clelia Farnèse.